# Copa israeliana de bàsquet
La Copa israeliana de bàsquet, o Copa Estatal de bàsquet (Hebreu: גביע המדינה בכדורסל) és la competició de copa de bàsquet d'Israel. És la segona competició de bàsquet professional més important al país, després de la Superliga israeliana. Es disputa des de la temporada 1955-1956 i és organitzada per la Israel Basketball Association (IBA).
El format del torneig consisteix en equips enfrontats a una eliminatòria d'un partit.

## Historial
| Any     | Guanyador                                       | Finalista                                       | Resultat                                        |
| ------- | ----------------------------------------------- | ----------------------------------------------- | ----------------------------------------------- |
| 1955–56 | Maccabi Tel Aviv                                | Hapoel Tel Aviv                                 | 52–49, 56–50                                    |
| 1956–57 | Cancel·lada a causa de la crisi de Suez         | Cancel·lada a causa de la crisi de Suez         | Cancel·lada a causa de la crisi de Suez         |
| 1957–58 | Maccabi Tel Aviv                                | Hapoel Tel Aviv                                 | 53–44                                           |
| 1958–59 | Maccabi Tel Aviv                                | Hapoel Holon                                    | 53–47                                           |
| 1959–60 | No disputada                                    | No disputada                                    | No disputada                                    |
| 1960–61 | Maccabi Tel Aviv                                | Hapoel Holon                                    | 74–46                                           |
| 1961–62 | Hapoel Tel Aviv                                 | Maccabi Tel Aviv                                | 50–48                                           |
| 1962–63 | Maccabi Tel Aviv                                | Hapoel Tel Aviv                                 | 55–51                                           |
| 1963–64 | Maccabi Tel Aviv                                | Hapoel Tel Aviv                                 | 50–47                                           |
| 1964–65 | Maccabi Tel Aviv                                | Hapoel Tel Aviv                                 | 55–47                                           |
| 1965–66 | Maccabi Tel Aviv                                | Hapoel Tel Aviv                                 | 66–62                                           |
| 1966–67 | Cancel·lada a causa de la guerra dels Sis Dies  | Cancel·lada a causa de la guerra dels Sis Dies  | Cancel·lada a causa de la guerra dels Sis Dies  |
| 1967–68 | Cancel·lada a causa de la guerra de desgast     | Cancel·lada a causa de la guerra de desgast     | Cancel·lada a causa de la guerra de desgast     |
| 1968–69 | Hapoel Tel Aviv                                 | Maccabi Tel Aviv                                | 88–70                                           |
| 1969–70 | Maccabi Tel Aviv                                | Hapoel Tel Aviv                                 | 73–52                                           |
| 1970–71 | Maccabi Tel Aviv                                | Maccabi Haifa                                   | 70–51                                           |
| 1971–72 | Maccabi Tel Aviv                                | Maccabi Ironi Ramat Gan                         | 108–99                                          |
| 1972–73 | Maccabi Tel Aviv                                | Betar Jerusalem                                 | 118–79                                          |
| 1973–74 | Cancel·lada a causa de la guerra del Yom Kippur | Cancel·lada a causa de la guerra del Yom Kippur | Cancel·lada a causa de la guerra del Yom Kippur |
| 1974–75 | Maccabi Tel Aviv                                | Hapoel Gvat/Yagur                               | 89–74                                           |
| 1975–76 | Hapoel Gvat/Yagur                               | Hapoel Tel Aviv                                 | 90–76                                           |
| 1976–77 | Maccabi Tel Aviv                                | Hapoel Tel Aviv                                 | 78–77                                           |
| 1977–78 | Maccabi Tel Aviv                                | Hapoel Tel Aviv                                 | 93–90                                           |
| 1978–79 | Maccabi Tel Aviv                                | Hapoel Ramat Gan                                | 73–66                                           |
| 1979–80 | Maccabi Tel Aviv                                | Hapoel Ramat Gan                                | 105–87                                          |
| 1980–81 | Maccabi Tel Aviv                                | Hapoel Ramat Gan                                | 105–95                                          |
| 1981–82 | Maccabi Tel Aviv                                | Hapoel Ramat Gan                                | 90–77                                           |
| 1982–83 | Maccabi Tel Aviv                                | Hapoel Tel Aviv                                 | 99–94                                           |
| 1983–84 | Hapoel Tel Aviv                                 | Hapoel Ramat Gan                                | 79–73                                           |
| 1984–85 | Maccabi Tel Aviv                                | Maccabi Haifa                                   | 121–81                                          |
| 1985–86 | Maccabi Tel Aviv                                | Hapoel Holon                                    | 90–86                                           |
| 1986–87 | Maccabi Tel Aviv                                | Hapoel Galil Elyon                              | 95–86                                           |
| 1987–88 | Hapoel Galil Elyon                              | Maccabi Elitzur Netanya                         | 79–77                                           |
| 1988–89 | Maccabi Tel Aviv                                | Maccabi Ironi Ramat Gan                         | 107–85                                          |
| 1989–90 | Maccabi Tel Aviv                                | Hapoel Galil Elyon                              | 92–90                                           |
| 1990–91 | Maccabi Tel Aviv                                | Hapoel Holon                                    | 100–90                                          |
| 1991–92 | Hapoel Galil Elyon                              | Maccabi Rishon LeZion                           | 84–76                                           |
| 1992–93 | Hapoel Tel Aviv                                 | Hapoel Givatayim                                | 71–65                                           |
| 1993–94 | Maccabi Tel Aviv                                | Hapoel Tel Aviv                                 | 64–53                                           |
| 1994–95 | Bnei Herzlia                                    | Hapoel Holon                                    | 88–77                                           |
| 1995–96 | Hapoel Jerusalem                                | Maccabi Tel Aviv                                | 67–65                                           |
| 1996–97 | Hapoel Jerusalem                                | Maccabi Tel Aviv                                | 89–82                                           |
| 1997–98 | Maccabi Tel Aviv                                | Hapoel Galil Elyon                              | 83–70                                           |
| 1998–99 | Maccabi Tel Aviv                                | Hapoel Jerusalem                                | 69–68                                           |
| 1999–00 | Maccabi Tel Aviv                                | Hapoel Jerusalem                                | 68–57                                           |
| 2000–01 | Maccabi Tel Aviv                                | Hapoel Jerusalem                                | 82–78                                           |
| 2001–02 | Maccabi Tel Aviv                                | Hapoel Jerusalem                                | 99–73                                           |
| 2002–03 | Maccabi Tel Aviv                                | Maccabi Giv'at Shmuel                           | 96–83                                           |
| 2003–04 | Maccabi Tel Aviv                                | Hapoel Jerusalem                                | 108–85                                          |
| 2004–05 | Maccabi Tel Aviv                                | Bnei HaSharon                                   | 108–89                                          |
| 2005–06 | Maccabi Tel Aviv                                | Hapoel Jerusalem                                | 96–91                                           |
| 2006–07 | Hapoel Jerusalem                                | Bnei HaSharon                                   | 103–85                                          |
| 2007–08 | Hapoel Jerusalem                                | Maccabi Tel Aviv                                | 93–89                                           |
| 2008–09 | Hapoel Holon                                    | Maccabi Haifa                                   | 69–68                                           |
| 2009–10 | Maccabi Tel Aviv                                | Bnei HaSharon                                   | 77–70                                           |
| 2010–11 | Maccabi Tel Aviv                                | Barak Netanya                                   | 106–70                                          |
| 2011–12 | Maccabi Tel Aviv                                | Maccabi Rishon LeZion                           | 82–69                                           |
| 2012–13 | Maccabi Tel Aviv                                | Maccabi Haifa                                   | 76–68                                           |
| 2013–14 | Maccabi Tel Aviv                                | Hapoel Eilat                                    | 80–73                                           |
| 2014–15 | Maccabi Tel Aviv                                | Hapoel Jerusalem                                | 94–76                                           |
| 2015–16 | Maccabi Tel Aviv                                | Maccabi Ashdod                                  | 83–75                                           |
| 2016–17 | Maccabi Tel Aviv                                | Hapoel Jerusalem                                | 82–68                                           |
| 2017–18 | Hapoel Holon                                    | Maccabi Tel Aviv                                | 86–84                                           |
| 2018–19 | Hapoel Jerusalem                                | Maccabi Rishon LeZion                           | 82–67                                           |
| 2019–20 | Hapoel Jerusalem                                | Ironi Nahariya                                  | 92–89                                           |

## Guanyadors per nombre de victòries
| Club                                   | Guanyador | Finalista |
| -------------------------------------- | --------- | --------- |
| Maccabi Tel-Aviv                       | 44        | 6         |
| Hapoel Jerusalem                       | 6         | 8         |
| Hapoel Tel-Aviv                        | 4         | 12        |
| Hapoel Holon                           | 2         | 5         |
| Hapoel Galil Elyon/Hapoel Gilboa Galil | 2         | 3         |
| Bnei Herzliya                          | 1         | 3         |
| Hapoel Gvat/Yagur                      | 1         | 1         |
| Hapoel Ramat Gan                       | 0         | 5         |
| Maccabi Haifa                          | 0         | 4         |
| Maccabi Rishon LeZion                  | 0         | 3         |
| Barak Netanya                          | 0         | 2         |
| Ironi Ramat Gan                        | 0         | 2         |
| Beitar Jerusalem                       | 0         | 1         |
| Hapoel Eilat                           | 0         | 1         |
| Hapoel Givatayim                       | 0         | 1         |
| Maccabi Ashdod                         | 0         | 1         |
| Maccabi Giv'at Shmuel                  | 0         | 1         |
| Ironi Nahariya                         | 0         | 1         |